# Artjom Fjodorowitsch Sergejew
Artjom Fjodorowitsch Sergejew (russisch Артём Фёдорович Сергеев; * 5. März 1921 in Moskau; † 15. Januar 2008 ebenda) war ein Adoptivsohn von Josef Stalin und Generalmajor der  Roten Armee.
Sein biologischer Vater, Fjodor Sergejew, war ein enger Freund Stalins und starb 1921 bei einem Unfall. Lenin setzte sich für die Adoption durch Stalin ein.
Sergejews Militärkarriere begann 1938 im Alter von 17 Jahren. Während des Zweiten Weltkriegs war er hinter feindlichen Truppen eingesetzt. Mit 23 wurde er zum Oberstleutnant ernannt und diente nach 1945 weiter beim Militär der UdSSR.
Er war in erster Ehe verheiratet mit Amaya Ruiz Ibárruri, Tochter der spanischen kommunistischen Politikerin Dolores Ibárruri, mit der er zwei Söhne und eine Tochter hatte. Seine Frau in zweiter Ehe war die Ärztin Jelena Sergejewa. Begraben wurde Artjom Sergejew auf dem Kunzewoer Friedhof in Moskau.